# 鹿肉

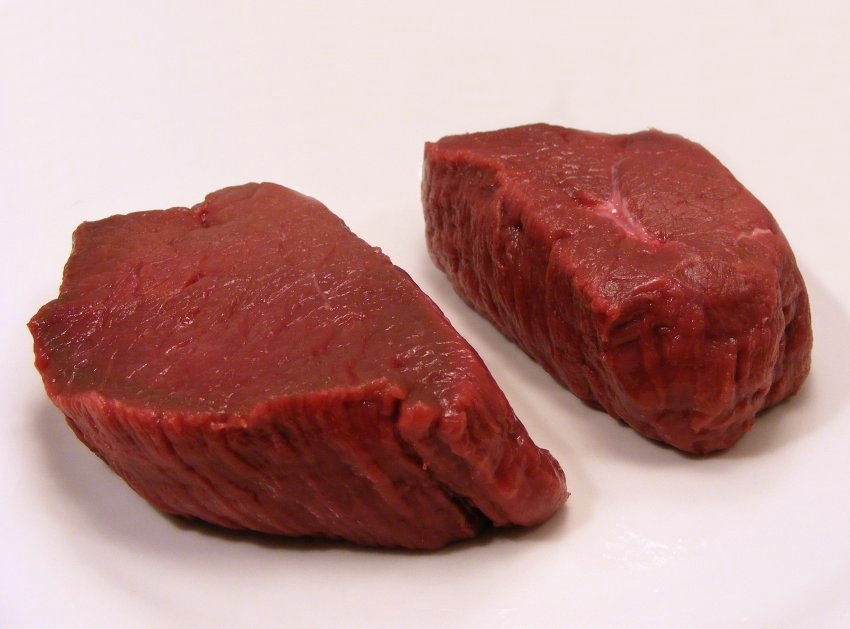
鹿肉の切り身

鹿肉（しかにく、英: Venison）は、鹿の肉を食用としたものである。

## 特徴

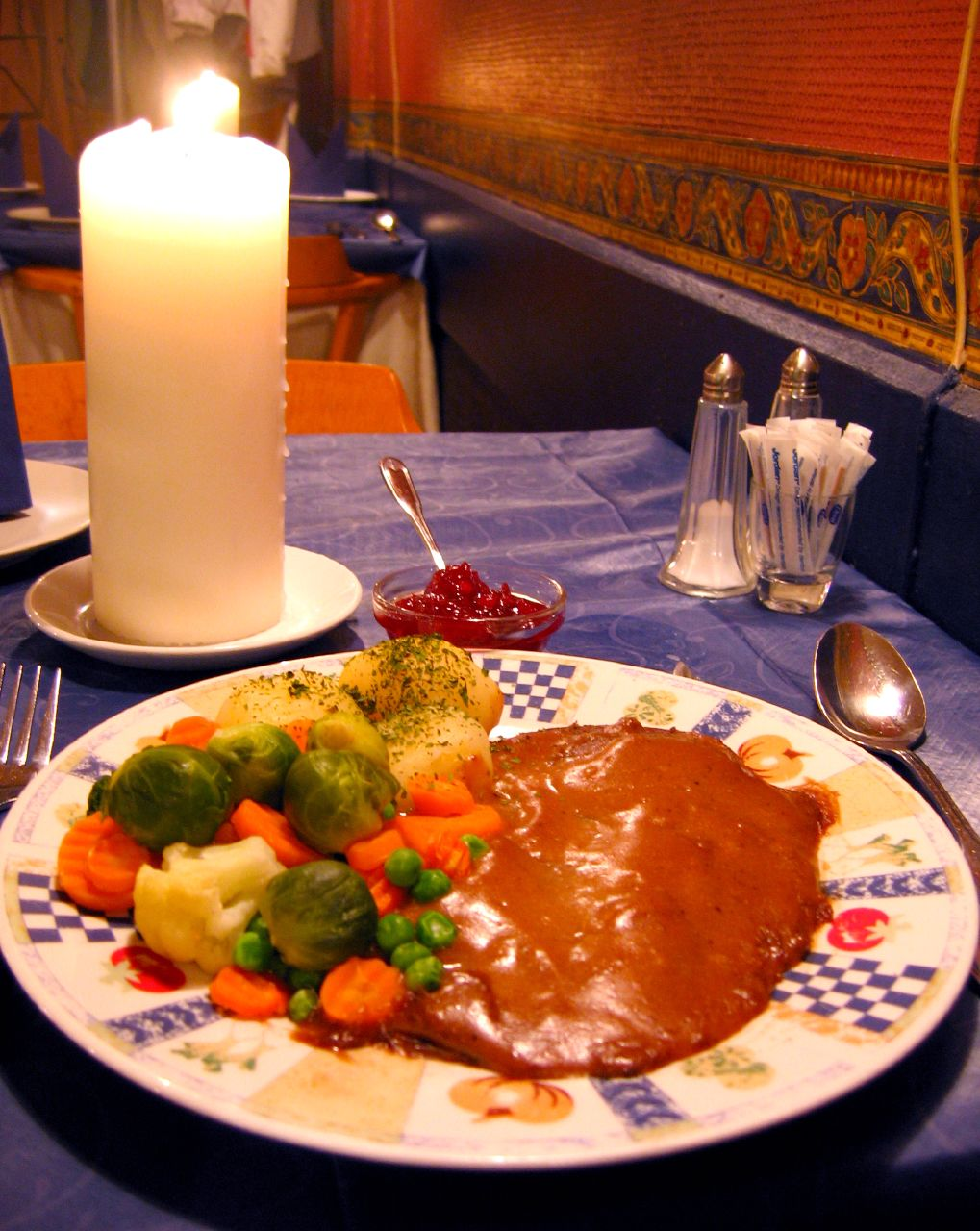
トナカイのステーキ（ノルウェー料理）

シカ類の肉は、一般的に高タンパクで低脂肪という栄養学的特徴がある。さらに鉄分の含有量も非常に高い。こうした特徴から、生活習慣病といった病気の予防につながる食品として注目されることもしばしばである。鹿肉は、ヘモグロビンやミオグロビンといったヘム鉄を含むタンパク質を含有するため、ほかの畜肉と比較して肉の色が濃い赤となる。こうした赤色は血液を連想させてしまい消費者に敬遠されることもある。また、世間では鹿肉は「硬く匂いがきつい」という評価も多いが、これは血抜きが悪いなど処理方法に問題があることが原因であり、実際は柔らかく匂いが穏やかという特性をもつ。
生食の場合はE型肝炎の感染源となることがあるため、加熱調理して食べることが必須である。また、住肉胞子虫 Sarcocystis fayeri による食中毒の可能性が報告されている（後述）。
鹿肉の流通形態として、狩猟により直接的に野生のシカから肉を得る方法と、野生のシカを捕獲して一時的に飼育したもの（一時養鹿）、もしくは完全に飼育下にあるシカ（完全養鹿）から肉を得る方法がある。一般的にアカシカ、ニホンジカ、ルサジカ、ダマジカなどが主に養鹿業に利用され、養鹿を行う国はヨーロッパ、アメリカ、ニュージーランド、日本、韓国など広い地域にわたる。

## 鹿肉と栄養価

### ヨーロッパ

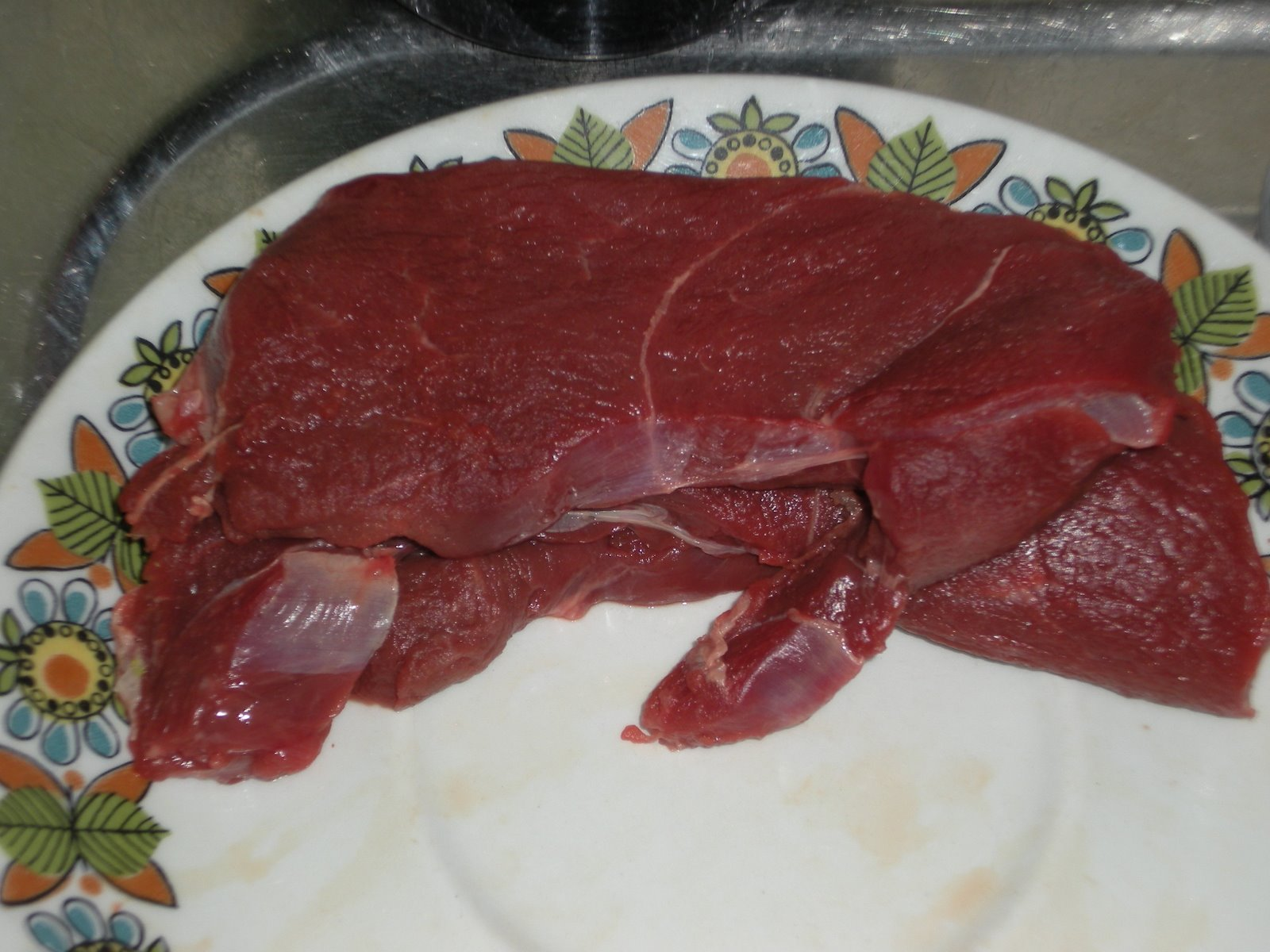
生の鹿肉のエスカロープ

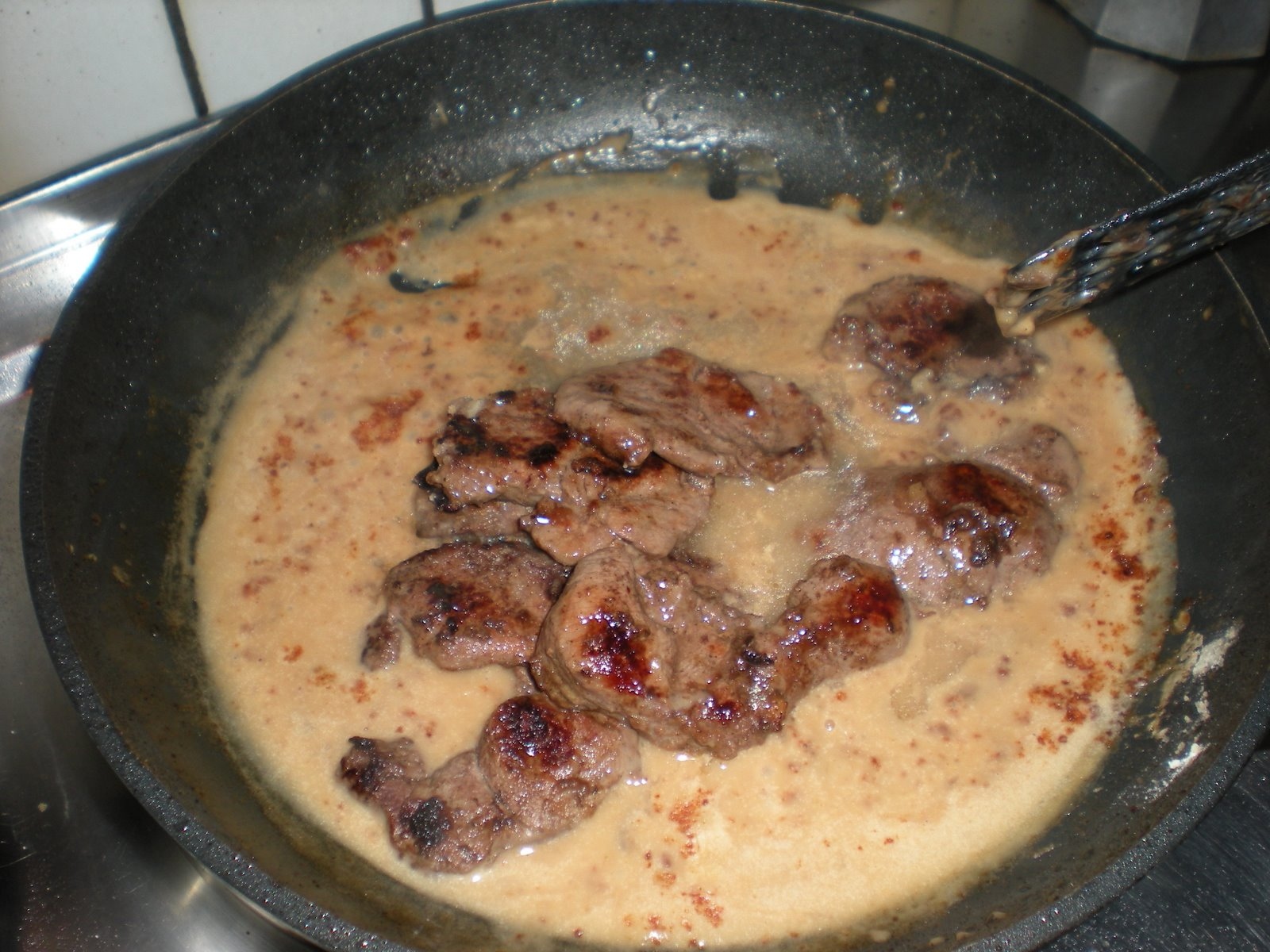
鹿肉のエスカロープ

欧州（ドイツやハンガリーなど）では、鹿肉を始めとする狩猟野生動物の肉 (game meat) は高級レストランで特別に食べられる「最上」の肉として扱われる。世界最大の鹿肉消費国はドイツで、年間消費量は4万トンから4万5000トンとなっており、輸入が半数近くを占める。

### 日本
かつて日本では鹿肉は猪肉と並んで一般に食され、貴重なタンパク質、また薬肉として、代表的な大型獣肉だったが、現代の日本での流通や消費はヨーロッパと比べて非常に少ない。日本の各地や北海道では、ハンターによりエゾシカが捕獲され個人的に食肉として利用されているに過ぎなかった。しかし、1990年代後半から2000年代になって北海道にて増えすぎたエゾシカによる問題（農林業被害や交通事故）が顕著になり、このエゾシカを資源として利用しようとする取り組みが活発化している。エゾシカ肉は主にジンギスカンとして利用されることが多いが、淡泊でくせが少ないために様々な味付けで煮物・焼肉などの料理に使える。エゾシカ肉のカロリーは、牛肉・豚肉に比べて約3分の1、タンパク質はおよそ2倍。脂質は10分の1以下、鉄分は3倍と栄養面でも優れている。
現在は日本国外から輸入された鹿肉も多い。フランス産や、ニュージーランド産のものが多く出回っており、食用に飼育されていて大量生産されるものもあり、価格は国産品より安い。
鹿肉には「もみじ（紅葉）」という別名があり、『もみじ鍋』として鍋物に利用されていた。名前の由来は猿丸大夫が詠んだ和歌で百人一首にも選ばれている「奥山に 紅葉踏み分け 鳴く鹿の 聲きく時ぞ 秋はかなしき」からきている説や、花札の10月（花が紅葉）の種札（10点札）が鹿であるため（横を向いた鹿の絵柄、しかとの語源でもある）とする説がある。仏教の『殺生戒』の理由から、動物肉を食べる行為を憚られた江戸時代には、『もみじ（紅葉）』は鹿肉の隠語として食されていた。
花札の役「猪鹿蝶」になぞらえて猪肉・鹿肉・鶏肉をセットにした「猪鹿鳥」（いのしかちょう）という料理が出されることがある。

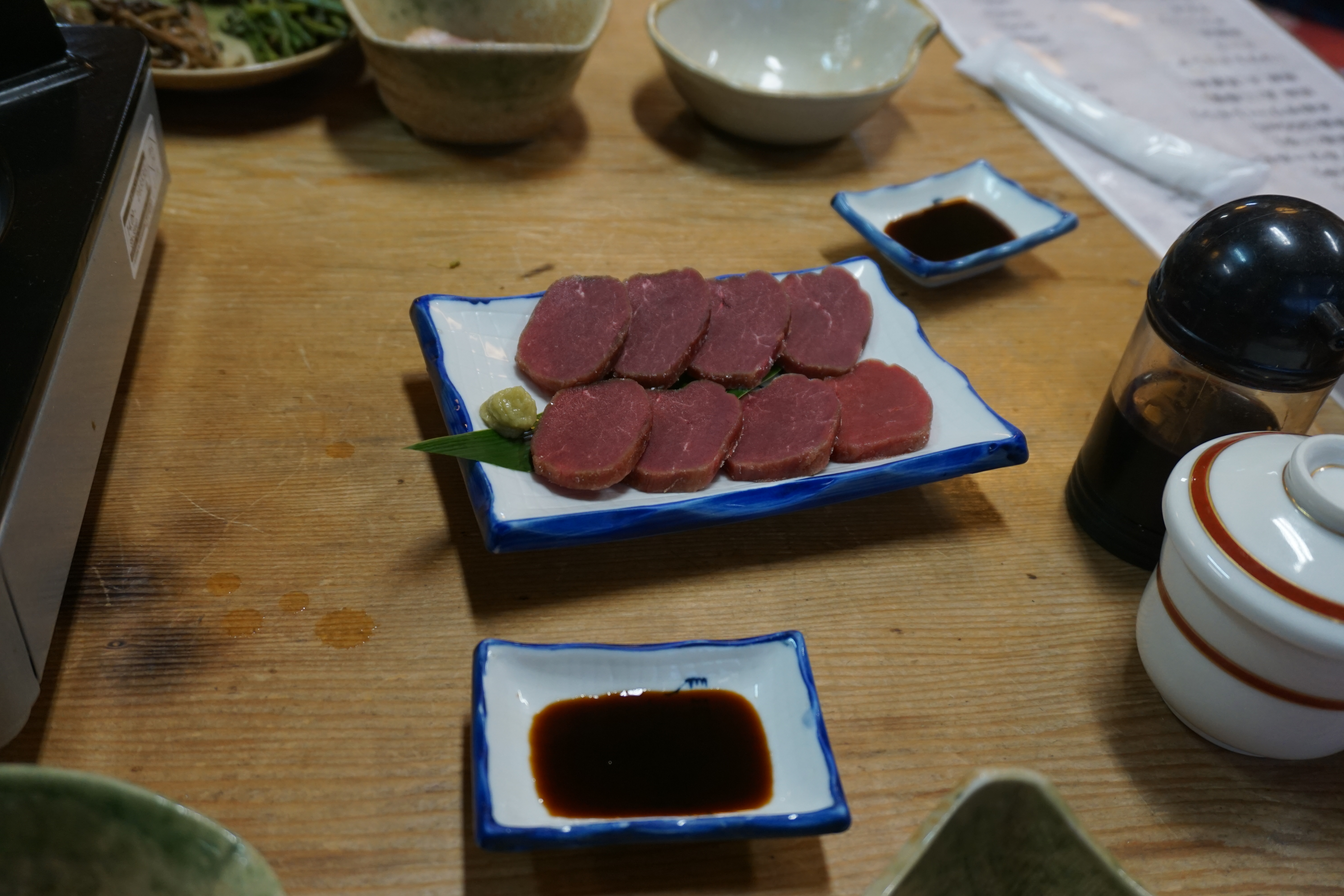
鹿の刺し身

## 生食による住肉胞子虫感染症の恐れ
生食（刺身）によって、2011年4月25日、厚生労働省薬事・食品衛生審議会食品衛生分科会食中毒・乳肉水産食品合同部会において報告された馬刺しにおける住肉胞子虫Sarcocystis fayeriの食中毒と同様な有症苦情が報告されている。